# برج تجارت ورشو
برج تجارت ورشو (انگلیسی: Warsaw Trade Tower) ساختمان اداری ۴۳ طبقه مستقر در شهر ورشو، لهستان است، که در سال ۱۹۹۷ احداث گردید.